# Your Cheatin’ Heart
«Your Cheatin’ Heart» — песня американского кантри-певца и музыканта Хэнка Уильямса. Он сочинил и записал её в 1952 году. Песня была выпущена на отдельном сингле в январе 1953 года, вскоре после смерти певца.

## История
Уильямс написал эту песню, когда ехал со своей невестой на машине из Нэшвилла (Теннесси) в Шривпорт (Луизиана). Когда он назвал свою первую жену Одри Шеппард «cheatin’ heart», к нему вдруг пришло вдохновение и он за несколько минут продиктовал Билли Джин Джонс текст новой песни.
Уильямс записал её в студии 23 сентября 1952 года во время своей последней сессии на Castle Records в Нэшвилле (Теннесси).
Свои версии песни записали Элвис Пресли, «Restless».

## Популярность
Историк и исследователь кантри-музыки Колин Эскотт написал, что «если нужно дать определение кантри-музыке, эта песня являет её собой» (англ. the song — for all intents and purposes — defines country music).

## Премии и признание
В 2004 году журнал Rolling Stone поместил песню «Your Cheatin’ Heart» в исполнении Хэнка Уильямса на 213 место своего списка «500 величайших песен всех времён». В списке 2011 года песня находится на 217 месте. В 2024 году Rolling Stone поместил песню на 28-е место в своем рейтинге 200 величайших кантри-песен всех времен.